# District hospitalier de Finlande-Propre
Le District hospitalier de Finlande-Propre (finnois : Varsinais-Suomen sairaanhoitopiiri, sigle VSSHP) est un district hospitalier de la région de Finlande-Propre.

## Présentation
Le district hospitalier de Finlande-Propre offre ses services de santé à environ 470 000 habitants.
Plus de 200 000 personnes utilisent chaque année ses services.

## Municipalités membres
La liste des municipalités membres de VSSHP est:
- Aura
- Kaarina
- Kimitoön
- Koski Tl
- Kustavi
- Laitila
- Lieto
- Loimaa
- Marttila
- Masku
- Mynämäki
- Naantali
- Nousiainen
- Oripää
- Paimio
- Pargas
- Punkalaidun
- Pyhäranta
- Pöytyä
- Raisio
- Rusko
- Salo
- Sauvo
- Somero
- Taivassalo
- Turku
- Uusikaupunki
- Vehmaa

## Hôpitaux
Les établissements hospitaliers de VSSHP sont les établissements suivants:
- Hôpital de Halikko
- Hôpital de Turunmaa
- Tyks  Centre hospitalier universitaire de Turku
- Tyks  Hôpital chirurgical
- Tyks  Hôpital de Loimaa
- Tyks  Hôpital de Raisio
- Tyks  Hôpital de Salo
- Tyks  Hôpital de Vakka-Suomi